# Skate America de 2007
El Skate America de 2007 fue una competición internacional de patinaje artístico sobre hielo, el primero de los seis eventos del Grand Prix de la temporada 2007/2008. La competición tuvo lugar en el Sovereign Centre de Reading (Pensilvania), entre el 25 y el 28 de octubre de 2007. Además de recibir premios en las disciplinas de patinaje masculino, femenino, parejas y danza sobre hielo, los patinadores también obtuvieron puntos para clasificarse para la final del Grand Prix.

## Resultados

### Patinaje individual masculino
| Clasificación | Nombre               | País           | Total  | Programa corto | Programa corto | Programa libre | Programa libre |
| ------------- | -------------------- | -------------- | ------ | -------------- | -------------- | -------------- | -------------- |
| 1             | Daisuke Takahashi    | Japón          | 228,97 | 1              | 80,04          | 2              | 148,93         |
| 2             | Evan Lysacek         | Estados Unidos | 220,08 | 2              | 67,70          | 1              | 152,38         |
| 3             | Patrick Chan         | Canadá         | 213,33 | 3              | 67,47          | 3              | 145,86         |
| 4             | Stephen Carriere     | Estados Unidos | 196,33 | 6              | 66,85          | 4              | 129,48         |
| 5             | Alban Préaubert      | Francia        | 194,40 | 4              | 67,05          | 5              | 127,35         |
| 6             | Ryan Bradley         | Estados Unidos | 181,66 | 8              | 58,69          | 6              | 122,97         |
| 7             | Andrei Lutai         | Rusia          | 180,88 | 5              | 66,91          | 8              | 113,97         |
| 8             | Takahiko Kozuka      | Japón          | 177,47 | 10             | 56,25          | 7              | 121,22         |
| 9             | Kevin Reynolds       | Canadá         | 169,12 | 7              | 59,25          | 9              | 109,87         |
| 10            | Yasuharu Nanri       | Japón          | 153,99 | 9              | 57,84          | 12             | 96,15          |
| 11            | Kristoffer Berntsson | Suecia         | 152,52 | 11             | 54,15          | 10             | 98,37          |
| 12            | Karel Zelenka        | Italia         | 144,51 | 12             | 46,14          | 11             | 98,37          |

### Patinaje individual femenino
| Clasificación | Nombre               | País           | Total  | Programa corto | Programa corto | Programa libre | Programa libre |
| ------------- | -------------------- | -------------- | ------ | -------------- | -------------- | -------------- | -------------- |
| 1             | Kimmie Meissner      | Estados Unidos | 163,23 | 1              | 59,24          | 2              | 103,99         |
| 2             | Miki Ando            | Japón          | 161,89 | 2              | 56,58          | 1              | 105,31         |
| 3             | Caroline Zhang       | Estados Unidos | 153,35 | 3              | 56,48          | 3              | 96,87          |
| 4             | Emily Hughes         | Estados Unidos | 140,50 | 4              | 47,66          | 5              | 92,84          |
| 5             | Mira Leung           | Canadá         | 139,14 | 6              | 46,04          | 4              | 93,10          |
| 6             | Elene Gedevanishvili | Georgia        | 126,06 | 11             | 38,30          | 6              | 87,76          |
| 7             | Aleksandra Ievleva   | Rusia          | 124,84 | 8              | 44,78          | 7              | 80,06          |
| 8             | Mai Asada            | Japón          | 120,49 | 5              | 47,66          | 9              | 73,67          |
| 9             | Tuğba Karademir      | Turquía        | 119,26 | 10             | 41,58          | 8              | 77,68          |
| 10            | Valentina Marchei    | Italia         | 116,44 | 9              | 44,64          | 10             | 71,80          |
| 11            | Xu Binshu            | China          | 112,46 | 7              | 45,16          | 11             | 67,30          |

### Patinaje en parejas
| Clasificación | Nombre                            | País           | Total  | Programa corto | Programa corto | Programa libre | Programa libre |
| ------------- | --------------------------------- | -------------- | ------ | -------------- | -------------- | -------------- | -------------- |
| 1             | Jessica Dubé / Bryce Davison      | Canadá         | 173,26 | 1              | 60,80          | 1              | 112,46         |
| 2             | Pang Qing / Tong Jian             | China          | 165,19 | 2              | 60,32          | 2              | 104,87         |
| 3             | Vera Bazarova / Yuri Larionov     | Rusia          | 159,58 | 3              | 56,76          | 3              | 102,82         |
| 4             | Amanda Evora / Mark Ladwig        | Estados Unidos | 140,40 | 4              | 46,18          | 4              | 94,22          |
| 5             | Meeran Trombley / Laureano Ibarra | Estados Unidos | 132,42 | 5              | 45,48          | 5              | 86,94          |
| 6             | Laura Magitteri / Ondřej Hotárek  | Italia         | 114,66 | 7              | 38,76          | 6              | 75,90          |
| 7             | Stacey Kemp / David King          | Reino Unido    | 109,27 | 6              | 44,74          | 7              | 64,53          |

### Danza sobre hielo
| Clasificación | Nombre                               | País           | Total  | Danza obligatoria | Danza obligatoria | Danza corta | Danza corta | Danza libre | Danza libre |
| ------------- | ------------------------------------ | -------------- | ------ | ----------------- | ----------------- | ----------- | ----------- | ----------- | ----------- |
| 1             | Tanith Belbin / Benjamin Agosto      | Estados Unidos | 192,95 | 1                 | 36,03             | 1           | 59,24       | 1           | 97,68       |
| 2             | Nathalie Péchalat / Fabian Bourzat   | Francia        | 181,84 | 2                 | 34,56             | 2           | 56,95       | 2           | 90,33       |
| 3             | Federica Faiella / Massimo Scali     | Italia         | 172,28 | 3                 | 31,43             | 3           | 54,56       | 3           | 86,29       |
| 4             | Meryl Davis / Charlie White          | Estados Unidos | 168,79 | 5                 | 30,16             | 4           | 52,84       | 4           | 85,79       |
| 5             | Kristin Fraser / Igor Lukanin        | Azerbaiyán     | 167,80 | 4                 | 31,19             | 5           | 51,23       | 5           | 85,38       |
| 6             | Kimberly Navarro / Brent Bommentre   | Estados Unidos | 159,93 | 6                 | 27,90             | 6           | 51,13       | 6           | 80,90       |
| 7             | Aleksandra Zaretski / Roman Zaretski | Israel         | 157,85 | 7                 | 27,80             | 7           | 51,12       | 8           | 78,93       |
| 8             | Yekaterina Rubleva / Ivan Shefer     | Rusia          | 151,58 | 8                 | 26,95             | 8           | 45,46       | 7           | 79,17       |
| 9             | Cathy Reed / Chris Reed              | Japón          | 142,63 | 9                 | 26,47             | 9           | 43,79       | 9           | 72,37       |
| 10            | Yu Xiaoyang / Wang Chen              | China          | 135,29 | 10                | 22,14             | 10          | 43,19       | 10          | 69,96       |